# Hary Gunarto

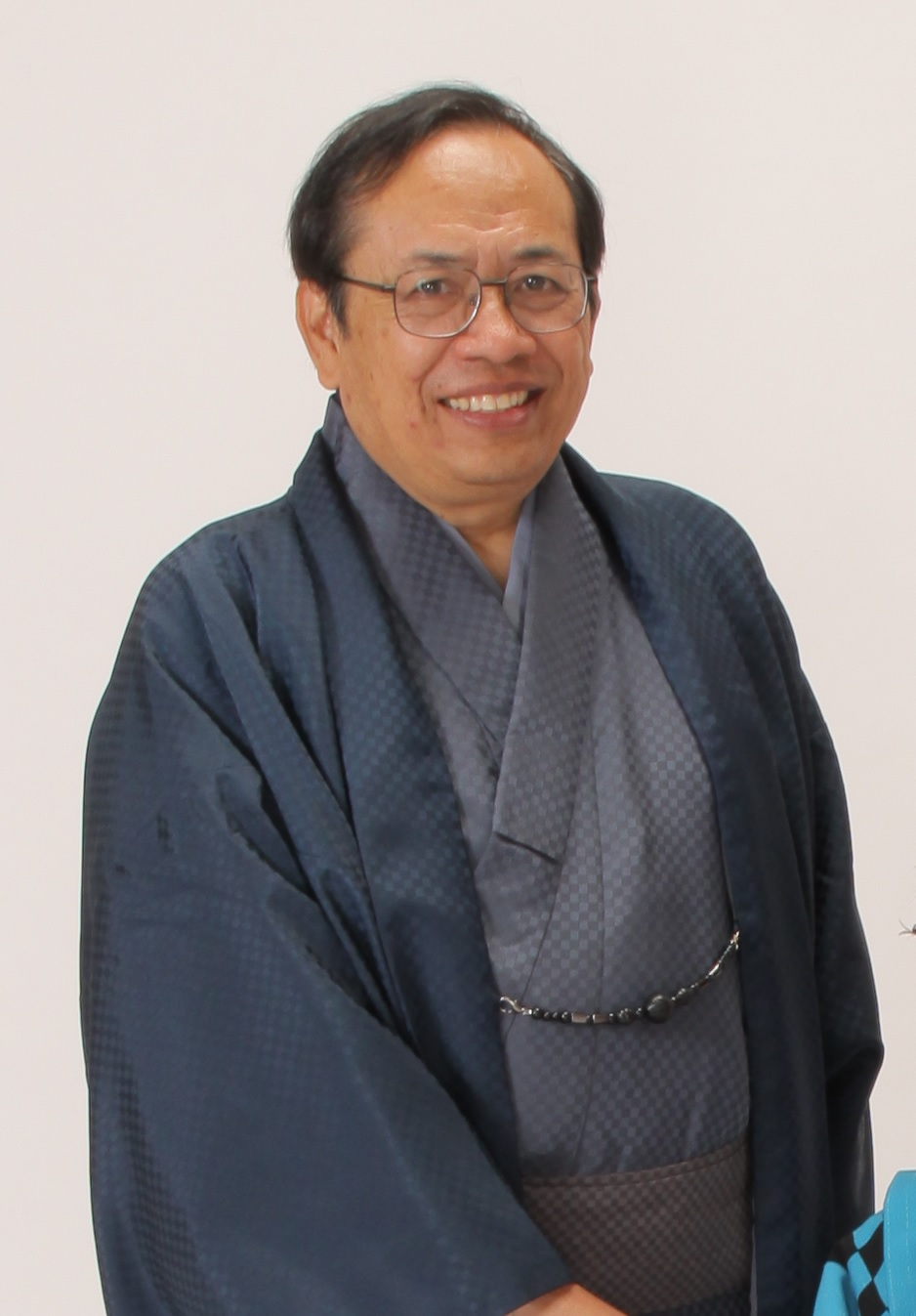
Hary Gunarto, 2016

Hary Gunarto (* 1954 in Surakarta) ist ein indonesischer Forscher und Professor an der Ritsumeikan Asia-Pacific University in Japan. Seine Spezialgebiete umfassen Computernetzwerke, Computerprogrammierung, digitale Medientechnologien und die digitale Bewahrung des UNESCO-Welterbes.

## Leben
Hary Gunarto wurde 1954 in Indonesien geboren und wuchs in der Stadt Surakarta auf. Er besuchte von 1974 bis 1978 die Fakultät für Physik an der Gadjah-Mada-Universität in Indonesien. Von 1982 bis 1984 war er Stipendiat der University of Wisconsin, Madison und erhielt einen Master-Abschluss von der Fakultät für Elektrotechnik und Informationstechnik. Anschließend studierte er von 1984 bis 1988 an der Washington State University, wo er 1988 in Computertechnik promovierte. Anschließend lehrte er an der Washington State University, gefolgt von Universitäten in Indonesien, im arabischen Saudi-Arabien und in Japan. Von 1990 bis 1998 war er wissenschaftlicher Mitarbeiter an der von der UNESCO unterstützten Institution für Entwicklungsländer im ICTP in Triest.

## Forschung
- Hankel-Matrix-Probleme in den Flugzeugsteuerungssystemen, Forschungsbericht an Boeing Airplane Company, Seattle, 1986–1988, Hary Gunarto & Chin S. Hsu, Washington State Univ.
- Simulation von Fabrikkommunikationsprotokollen, Transactions of Simulation and Artificial Intelligence in Manufacturing: Die beste Arbeit des Jahres 1987,  Hary Gunarto and Paul Chiang.
- Ein industrielles FMS-Kommunikationsprotokoll, Sixth Annual International Phoenix Conference on Computers and Communications, Scottsdale, Arizona, Februar 1987, S. 531–535.
- Ein industrielles FMS-Kommunikationsprotokoll: Analytische Analyse. Hary Gunarto and Paul Chiang.[3]
- Indonesischer Archipel N-2001 Data Super Highway,  ICTP/ITU Workshop on Radio Communications, Triest, Italien, 22. Januar 1998.
- Sicherheits- und ethische Bedenken im Internet, Journal of Ritsumeikan Studies in Language and Culture. Bd. 15, Nr. 1. Kyoto, Juni 2003, S. 71–76.[4]
- Digitale Erhaltung des Borobudur-Welterbes und der Kulturschätze.[5]
- Digitale Erhaltung kultureller Welterbestätten. Guest speaker at AGORAsia Teleconference, UNESCO, Jakarta, Indonesien, 12. Dezember 2011.
- Forschungsprojekt des japanischen Bildungsministeriums (Monbusho): Entwurf und Implementierung einer synchronen Kommunikationstechnik zur Unterstützung des Japanischunterrichts, gemeinsame Forschung 2006 – 2009.
- Apps-basierte maschinelle Übersetzung auf Smart-Media-Geräten – Ein Rückblick,[6]

## Schriften (Auswahl)
- Visual Basic for Information Processing (Buchabschnitte), Bunrindo Publication, Japan, 2000. ISBN 4-939095-65-7.
- Einführung in die Webdesign-Programmierung für E-Business und E-Commerce, Andi Offset Publisher, 2003, ISBN 979-533-981-8.
- Einführung in die Visual Basic.Net-Programmierung, Tech Publisher, Singapur, 2006. ISBN 978-81-8333-079-4.
- Gesammelte Computerprogrammierungsprobleme in Visual C#.Net, Tech Publisher, Singapur, 2007. ISBN 978-981-214-174-3.
- Glossar der IT- und Computerbegriffe: Englisch-Indonesisch-Malaiisch, Tiara Wacana Publication, 2017, ISBN 978-979-1262-45-3.
- Parametrische und nichtparametrische Datenanalyse für die Sozialforschung: IBM SPSS, 2019, ISBN 978-620-0-11872-1.
- Buchkapitel: Anwendungen von KI-gestützten Elektrofahrzeugen (in Elsevier: Artificial Intelligence-Empowered Modern Electric Vehicles in Smart Grid Systems). Elsevier Publishing Co. Juni 2024. ISBN 978-0-443-23814-7.